# Ctenomorpha
Ctenomorpha é um género de bicho-pau pertencentes à família Phasmatidae.
As espécies deste género podem ser encontradas na Austrália.
Espécies:
- Ctenomorpha gargantua Hasenpusch & Brock, 2006
- Ctenomorpha marginipennis G.R.Gray, 1833